# Pseudolimnophila octoseriata
Pseudolimnophila octoseriata är en tvåvingeart som beskrevs av Alexander 1951. Pseudolimnophila octoseriata ingår i släktet Pseudolimnophila och familjen småharkrankar. Inga underarter finns listade i Catalogue of Life.